# Jelena Kostanić Tošić
Jelena Kostanić Tošić (ur. 6 lipca 1981 w Splicie) – chorwacka tenisistka.
Jest zawodniczką leworęczną z oburęcznym backhandem. W lipcu 1999 otrzymała status profesjonalny. Wygrała 6 turniejów deblowych WTA, ostatni w 2006 w Hobarcie.
Klasyfikowana na 32. miejscu listy światowej w 2004. Jako juniorka wygrała Australian Open 1998.
8 lipca 2006 poślubiła Roko Tošicia, reprezentanta Chorwacji w tenisie stołowym, i od stycznia 2007 występuje pod podwójnym nazwiskiem.

## Wygrane turnieje
- deblowe
  - 1999 Bol (z Pastikovą)
  - 1999 Kuala Lampur (z Pisnik)
  - 2002 Warszawa (z Nagyovą)
  - 2002 Strasburg (z Hopkins)
  - 2004 Auckland (z Jugić-Salkić)
  - 2006 Hobart
  - 2006 Tokio (z Vanią King)
  - 2006 Bangkok (z Vanią King)

## Finały juniorskich turniejów wielkoszlemowych

### Gra pojedyncza (1)
| Końcowy wynik | Rok  | Turniej         | Nawierzchnia | Przeciwniczka  | Wynik finału |
| Zwyciężczyni  | 1998 | Australian Open | Twarda       | Wynne Prakusya | 6:0, 7:5     |

### Gra podwójna (1)
| Końcowy wynik | Rok  | Turniej   | Nawierzchnia | Partnerka   | Przeciwniczki                  | Wynik finału |
| Zwyciężczyni  | 1998 | Wimbledon | Trawiasta    | Eva Dyrberg | Petra Rampre Iroda Tulyaganova | 6:2, 7:6(5)  |